# Stephan Schäfer (Schauspieler)
Stephan Schäfer (* 1977 in Brandenburg an der Havel) ist ein deutscher Theater- und Filmschauspieler. 

## Leben
Erste Theatererfahrungen sammelte Stephan Schäfer in der Jugendtheatergruppe des Brandenburger Theaters. Ausgebildet wurde Schäfer an der Hochschule für Schauspielkunst „Ernst Busch“ Berlin von 1998 bis 2002. Während des Studiums machte er schauspielerische Erfahrungen am Maxim Gorki Theater in der Inszenierung von Gerettet (Edward Bond) und am Berliner Ensemble während der Arbeit an der Rolle des Roelle in Fegefeuer in Ingolstadt (Marieluise Fleißer) in der Regie von Manfred Karge.
Sein erstes Engagement erhielt er 2002 am Landestheater Tübingen (LTT) in Tübingen. Dort spielte Schäfer unter anderem die Titelrolle in Woyzeck, den Angelo in Maß für Maß und die Hauptrolle in Faust I.
Nach drei Jahren wechselte er unter der Intendanz von Peter Spuhler an das Theater der Stadt Heidelberg. Hier spielte Schäfer unter anderem den Karl Moor in Die Räuber, den Erzähler in Effi Briest, den Pozzo in Warten auf Godot und den Simon in  Der kaukasische Kreidekreis.
Mit seinem Engagement seit der Spielzeit 2007/2008 am Berliner Ensemble begann seine erneute schauspielerische Tätigkeit in Berlin. Er arbeitete hier mit den Regisseuren  Claus Peymann, Peter Stein, Manfred Karge, Hermann Beil und Thomas Langhoff.
Seit 2009 arbeitet er als Schauspieldozent an staatlichen Schauspielschulen, und anderem an der Hochschule für Schauspielkunst „Ernst Busch“ Berlin, der Universität der Künste Berlin und der Hochschule für Musik und Theater „Felix Mendelssohn Bartholdy“ Leipzig.

## Filmografie (Auswahl)
- 2021: Zero